# Safirglas
Safirglas framställs av syntetisk safir gjord av aluminiumoxid (Al2O3), som är färglöst och när polerat genomskinligt. Safirglas används främst till klockglas. Det är hårt och går endast att repa eller skära med diamant, safir eller rubin, samt hårdmetall.